# Thế kỷ 19
Thế kỷ 19 là khoảng thời gian tính từ thời điểm năm 1801 đến hết năm 1900, nghĩa là bằng 100 năm, trong lịch Gregory (tức là lịch cổ). Nhưng theo Lịch thiên văn, Thế kỷ 19 được bắt đầu từ ngày 1/1/1800 và kết thúc vào ngày 31/12/1899.
Đôi khi những sử gia gọi thời kỳ "Thế kỷ XIX" là thời gian kéo dài từ năm 1815 (do Đại hội Viên) tới năm 1914 (do Chiến tranh thế giới thứ nhất bắt đầu). Thay vì đó, Eric Hobsbawm gọi "Thế kỷ dài 19" là thời gian kéo dài từ 1789 đến 1914.

## Tổng quan
Nhìn chung, Thế kỷ thứ XIX là một thế kỉ đầy biến động về rất nhiều mặt (bắt đầu thời Pháp Thuộc của Việt Nam, Cách mạng công nghiệp lần thứ hai, các trận chiến của Napoleon,...)

## Đặc điểm lịch sử
Nó được xem là thế kỷ, mà chủ nghĩa tư bản mở rộng ra toàn thế giới. Thế kỷ 19 đã đánh dấu bước ngoặt căn bản chuyển từ lao động bằng tay sang lao động bằng máy. Loài người đã chuyển từ nền văn minh nông nghiệp sang nền văn minh công nghiệp. Nền văn minh công nghiệp đã tạo ra cách nhìn mới, kéo theo những biến đổi lớn về chính trị, văn hóa, xã hội. Loài người bước vào một giai đoạn mới của văn minh nhân loại.

## Các dấu mốc lịch sử
- 1801:
  - Thomas Jefferson đã được Hạ viện Hoa Kỳ bầu làm Tổng thống Hoa Kỳ.
  - Quân Nguyễn Ánh đánh chiếm kinh đô Phú Xuân khiến Quang Toản phải chạy ra Bắc.
  - Vương Quốc Anh và Ireland thống nhất.
  - Ranjit Singh được bổ nhiệm làm vua Punjab.
  - Napoléon ký kết Công ước năm 1801 với Đức Giáo hoàng.
  - Cairo rơi vào tay Vương Quốc Anh.
  - Sa Hoàng Paul I bị ám sát.
  - Anh đánh bại Pháp tại Trận chiến thứ hai ở Abukir.
  - 1801–1815: Chiến tranh Barbary lần thứ nhất và chiến tranh Barbary lần thứ hai giữa Mỹ và các quốc gia Barbary Bắc Phi.
- 1802:
  - Hiệp ước Amiens giữa Pháp và Vương quốc Anh kết thúc Chiến tranh Liên minh thứ hai.
  - Ludwig van Beethoven lần đầu tiên biểu diễn bài Sonata Moonlight của mình.
  - Quân Tây Sơn chiếm Lại được Phú Xuân khiến Võ Tánh tự vẫn.
  - Nguyễn Ánh đánh chiếm thành công Thăng Long.
  - 1802–1831: Nguyễn Ánh truy tìm hậu duệ của Nhà Tây Sơn.
- 1803:
  - William Symington lần đầu phô bày chiếc tàu Charlotte Dundas của mình, chiếc tàu hơi nước đầu tiên.
  - Nhà Wahhabis của Nước Ả Rập đầu tiên chiếm Mecca và Medina.
  - Chiến tranh nổ ra giữa Anh và Pháp; đây được coi là sự khởi đầu của Chiến tranh Napoleon.
  - 1803-1825: Giai đoạn đầu của Chiến tranh Padri.
- 1804:
  - Haiti giành được độc lập từ Pháp và trở thành nước cộng hòa của người da đen đầu tiên.
  - 1804–1813: Chiến tranh Nga-Ba Tư.
  - Đế quốc Áo thành lập bởi Francis I.
  - Napoleon tự phong cho mình là Hoàng đế Pháp.
  - Dân số thế giới đạt 1 tỷ người.
  - Đầu máy hơi nước đầu tiên bắt đầu hoạt động.
  - Morphin bị cô lập lần đầu.
  - 1804–1810: Fulani Jihad ở Nigeria.
  - 1804–1815: Cuộc cách mạng của người Serbia nổi lên chống lại Đế quốc Ottoman. Sự độc lập của Serbia được công nhận vào năm 1817.
- 1805:
  - Trận Trafalgar
  - Napoleon tiêu diệt quân Áo-Nga trong trận Trận Austerlitz.
  - 1805–1848: Muhammad Ali hiện đại hóa Ai Cập.
- 1806:
  - Đế quốc La Mã Thần Thánh bị giải thể do hậu quả của Hiệp ước Pressburg.
  - Cape trở thành một thuộc địa của đế quốc Anh.
  - 1806-1812: Chiến tranh Nga–Thổ Nhĩ Kỳ, Hiệp ước Bucharest.
- 1807: Nước Anh tuyên bố buôn bán nô lệ là bất hợp pháp.
- 1808:
  - Beethoven trình diễn bản nhạc thứ năm của mình
  - 1808–1809: Nga xâm lực Phần Lan từ Thụy Điển trong Chiến tranh Phần Lan.
  - Những du kích Tây Ban Nha chiến đấu trong Chiến tranh Phần Lan.
- 1810:
  - Đại học Humboldt Berlin được thành lập. Trong số sinh viên và giảng viên của trường là Hegel, Marx và Bismarck. Cải cách đại học ở Đức đã thành công đến mức mô hình của nó được sao chép khắp thế giới.
  - Grito de Dolores bắt đầu Chiến tranh giành độc lập Mexico.
  - 1810–1820: Hầu hết các thuộc địa Mỹ La Tinh tự giành độc lập khỏi Tây Ban Nha và Bồ Đào Nha sau khi các cuộc chiến tranh giành độc lập ở Mỹ Latinh.
  - 1810–1820: Chiến tranh Punjab giữa đế quốc Sikh và đế quốc Anh.
- 1812:
  - Cuộc xâm lược của Pháp vào Nga
  - Thủ tướng Anh Spencer Perceval bị ám sát
- 1884: Chính phủ Cam-pu-chia (vua Norodom) kí hiệp ước thừa nhận trở thành thuộc địa của Pháp.
- 1890: Hồ Chí Minh, sau này là Lãnh tụ của Việt Nam Dân chủ cộng hòa, khi đó là Nguyễn Sinh Cung, ra đời.
- 1900: Liên quân tám nước tấn công thành Bắc Kinh, Từ Hi Thái hậu phải chạy đến Tây An lánh nạn.